# Unterseeboot 1306
L'Unterseeboot 1306 ou U-1306 est un sous-marin allemand (U-Boot) de type VIIC/41 utilisé par la Kriegsmarine pendant la Seconde Guerre mondiale.
Le sous-marin fut commandé le 1er août 1942 à Flensbourg (Flensburger Schiffbau-Gesellschaft), sa quille fut posée le 23 septembre 1943, il fut lancé le 25 octobre 1944 et mis en service le 20 décembre 1944, sous le commandement de l'Oberleutnant zur See Ulrich Kiessling.
L'U-1306 n'a, ni coulé, ni endommagé de navire n'ayant pris part à aucune patrouille de guerre.
Il fut sabordé près de Gelting en mai 1945.

## Conception
Unterseeboot type VII, l'U-1305 avait un déplacement de 759 tonnes en surface et 860 tonnes en plongée. Il avait une longueur hors-tout de 67,20 m, un maître-bau de 6,20 m, une hauteur de 9,60 m et un tirant d'eau de 4,74 m. Le sous-marin était propulsé par deux hélices de 1,23 m, deux moteurs diesel Germaniawerft F46 de 6 cylindres en ligne de 1 400 cv à 470 tr/min, produisant un total de 2 060 à 2 350 kW en surface et de deux moteurs électriques Allgemeine Elektricitäts-Gesellschaft GU 460/8-276 de 375 cv à 295 tr/min, produisant un total 550 kW, en plongée. Le sous-marin avait une vitesse en surface de 17,7 nœuds (32,8 km/h) et une vitesse de 7,6 nœuds (14,1 km/h) en plongée. Immergé, il avait un rayon d'action de 80 milles marins (150 km) à 4 nœuds (7,4 km/h; 4,6 milles par heure) et pouvait atteindre une profondeur de 230 m. En surface son rayon d'action était de 8 500 milles nautiques (soit 15 700 km) à 10 nœuds (19 km/h).
L'U-1305 était équipé de cinq tubes lance-torpilles de 53,3 cm (quatre montés à l'avant et un à l'arrière) et embarquait quatorze torpilles. Il était équipé d'un canon de 8,8 cm SK C/35 (220 coups), d'un canon 37 mm Flak en version LM 43U et de deux canons 2 cm Flak 30/38/Flakvierling doté d'un bouclier pliant court sur son Wintergarten supérieur. Il pouvait transporter 26 mines TMA ou 39 mines TMB. Son équipage comprenait 4 officiers et 40 à 56 sous-mariniers.

## Flak
L'installation LM 43U était le modèle final du canon de pont utilisé sur les sous-marins allemands. Ce modèle était une version amélioré du LM 42U.
Il a été installé sur les sous-marins U-249, U-826, U-977, U-1023, U-1171, U-1305 et U-1306.
Le canon 3,7 cm Flak M42U était la version navale du 3,7 cm Flak 36/37 utilisé par la Kriegsmarine sur les navires de surface et M42U sur les U-boots de type VII et de type IX. Ce dispositif était équipé de deux canons 2 cm Flak 30/38/Flakvierling doté d'un bouclier pliant court fixé sur la partie supérieure du Wintergarten.
Le support M 43U a été utilisé sur un certain nombre de sous-marins (U-190, U-250, U-278, U-337, U-475, U-853, U-1058, U-1105, U-1109, U-1165 et U-1306).

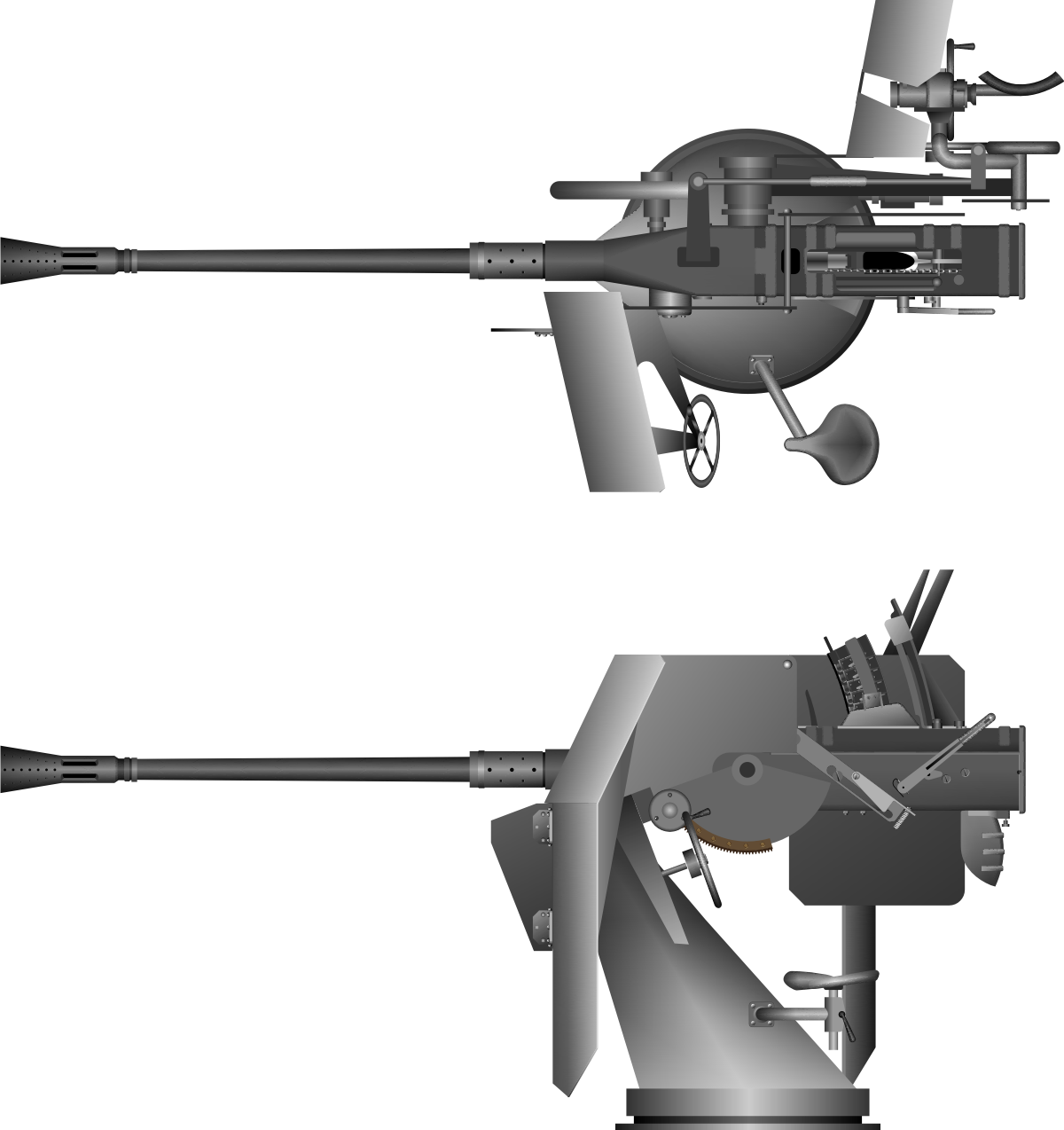
Canon 3,7 cm Flak M42U sur la version LM 43U.
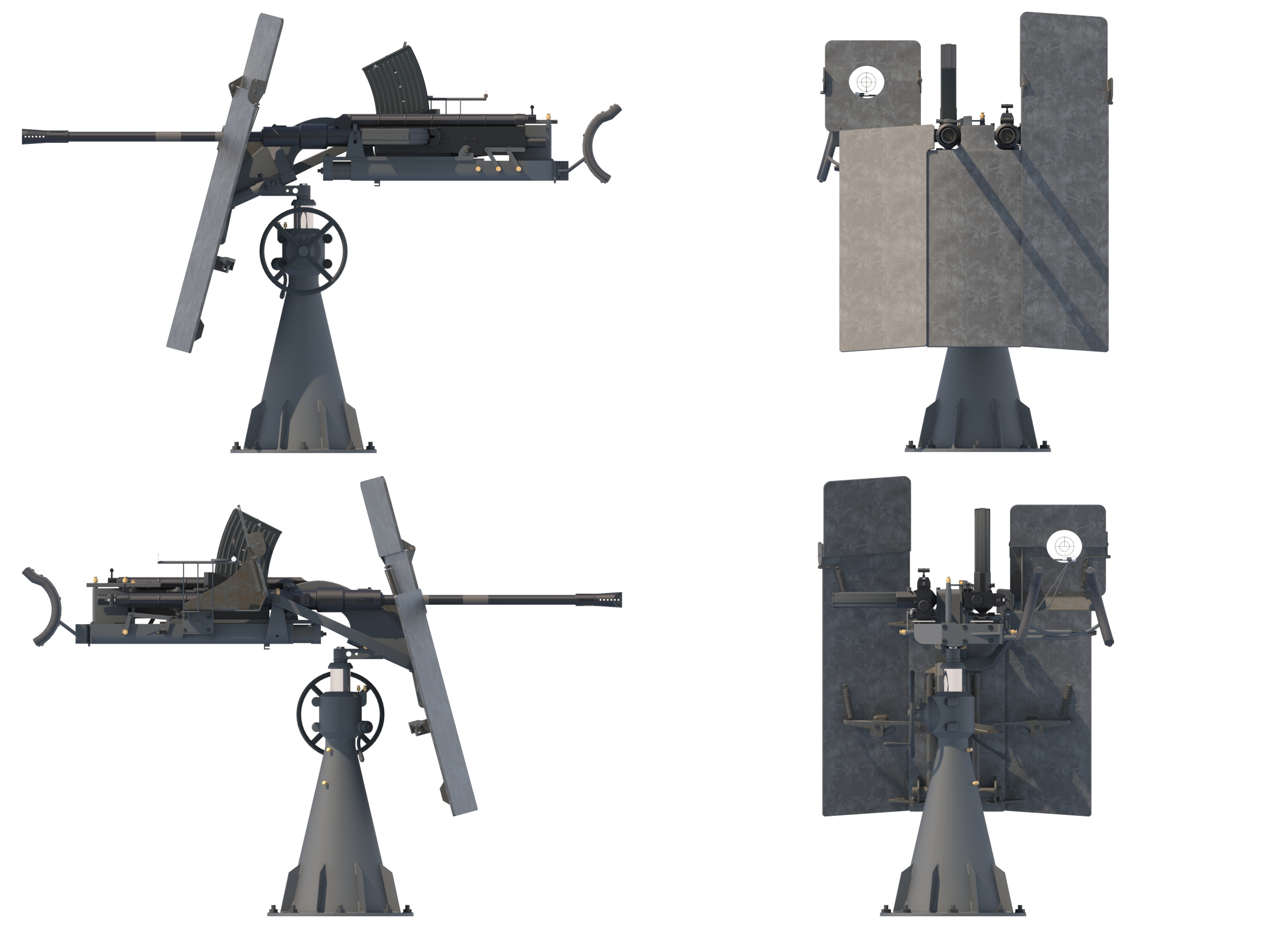
Canon 2 cm Flak C38 sur la version M 43U Zwilling doté d'un bouclier pliant court.

## Capteurs

### Appareils d'écoute sous-marin

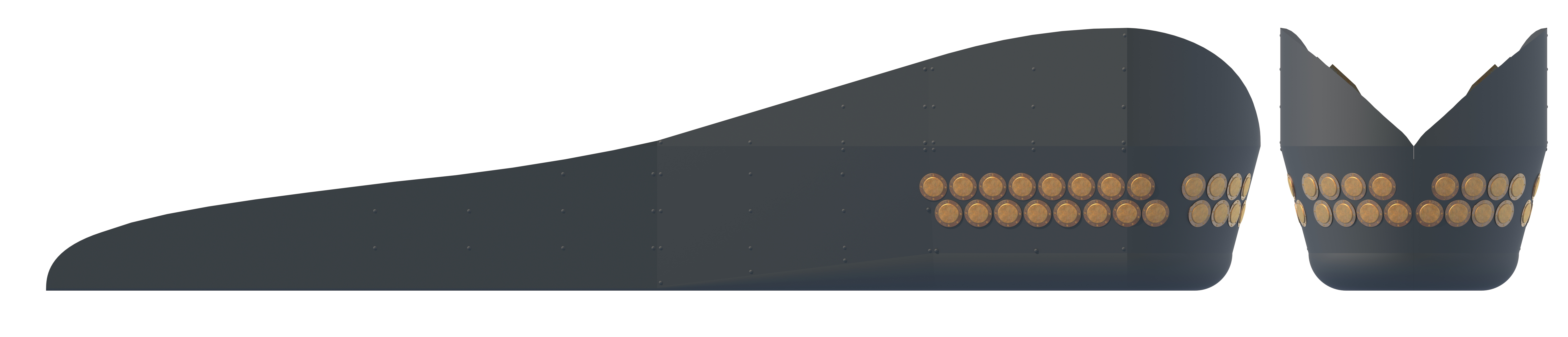
Vue d'un Balcongerät équipé sur le type VIIC.

L'U-1306 est l'un des dix U-Boote de type VII équipé d'un Balkongerät (littéralement Appareil ou équipement, de balcon). Le Balkongerät est utilisé par les sous-marins U-682, U-788, U-799, U-997, U-1021, U-1105, U-1172, U-1306, U-1307 et U-1308.
Ce système de 48 récepteurs sonores se trouvant à l'avant de la quille équipe tous les Type XXI et Type XXIII ainsi que plusieurs Type IX et Type X. Le Balkongerät est une version améliorée du Gruppenhorchgerät (en) (GES). Le GES regroupe 24 hydrophones et le Balkongerät, le double, ce qui permettait aux commandants de pister les bâtiments de surface.
Le principe des hydrophones est assez simple. Il se compose de deux paires de microphones sous-marins qui écoutent le bruit des hélices des navires. En mesurant le temps nécessaire au son arriver à chacun des microphones, le dispositif détermine la distance entre le submersible et le navire repèré. Le radio peut également déterminer s'il s'agit d'un navire marchand ou de guerre, en fonction de la vitesse à laquelle il se déplace.
Avec une vitesse se propageant plus de quatre fois plus vite dans l'eau que dans l'air, les hydrophones peuvent capter des signaux de convois voyageant à plus de 100 kilomètres de distance.
Pour une efficacité maximale, l'U-Boot fait surface et arrête tous ses moteurs pendant quelques minutes lors des écoutes avec les hydrophones, avec l'atout du silence.

## Historique
L'U-1306 fait partie d'une dizaine de sous-marins allemands construit avec un revêtement de caoutchouc de 4 mm d'épaisseur. La technologie des tuiles anéchoïques est développée par l'Allemagne durant la Seconde Guerre mondiale, sous le nom de code Alberich rappelant un sorcier invisible de la mythologie allemande. Elles atténuent les sons dans la plage de fréquences de 10 à 18 kHz à 15 % de leur puissance initiale. Cette plage de fréquences correspond à celles des premiers sonars ASDIC utilisés par les Alliés. Grâce à ce revêtement, la portée opérationnelle des ASDIC est réduite de 2 000 mètres à 300 mètres.
Ce revêtement furtif équipe les sous-marins suivant : Type IIB — U-11; Type VIIC — U-480, U-485 et U-486; Type VIIC/41 — U-1105, U-1106, U-1107, U-1304, U-1306 et U-1308; Type XXIII — U-4704 (en), U-4708 et U-4709 (en).
Ce sous-marin effectue son temps d'entraînement initial et de formation dans la 4. Unterseebootsflottille basé à Stettin.
Étant toujours en formation à la fin de la guerre, il n’a jamais pris part à une patrouille ni à un combat.
Le 7 mars 1945, l'U-1306 quitte Hel à destination de Swinemünde avec à son bord trente écoliers d'une école allemande. Le sous-marin est convoyé à Flensburg.
Le 5 mai 1945, il est sabordé dans la baie de Gelting (en) à la position géographique 54° 48′ N, 9° 49′ O, suivant les ordres de l'Amiral Karl Dönitz (Opération Regenbogen).
L'épave est renflouée en 1948 puis démolie.

## Affectations
- 4. Unterseebootsflottille du 20 décembre 1944 au 5 mai 1945 (Période de formation).

## Commandement
- Oberleutnant zur See Ulrich Kiessling du 20 décembre 1944 au 5 mai 1945.